# Терцина
Терцина (на италиански: terzina от terzia rima – трета рима) е тристишна строфа. Характеризира се с особена римова схема – тройна кръстосана верижна рима, „верижка“, при която средният стих се римува с първия и третия стих на следващата строфа. Двойна рима имат само първият и третият стих на първата терцина, както и средният стих на последната терцина, който се римува с отделен стих, завършващ стихотворението, т.е. схемата е аба, бвб, вгв, гдг... юяю, я.
Тази римова схема дава възможност едновременно за обособяване на строфата като самостойна единица поради обхватното си римуване и в същото време за нейната връзка със следващата, което създава цялостност на произведението. Тристишната строфа терцина обаче не бива да се смесва с тристишието терцет. Не само заради различията в римуването, но и заради това, че терцетът е съставна част от по-сложната строфична организация на сонета.
Данте в „Божествена комедия“ (около 1310 – 1314 г.) е първият, който използва терцина за дълго стихотворение, макар че подобна форма е била използвана преди това от трубадурите. След него тя става предпочитана в Италия от XIV век, особено за алегорична и дидактическа поезия; използват я Петрарка и Бокачо, а през XVI век – и за сатира и бурлеска, по-специално от Ариосто. Романтиците на XIX век (Шели, Байрон и др.) също експериментират с нея.
В българската поезия в терцини са писали П. К. Яворов („Сън“, „Край морето“), Д. Дебелянов („Кръстопът на бъдещето“), Н. Лилиев („Те не говорят“, „Зад стената“), Ел. Багряна („Летен ден“) и др.
Пример за терцини (началото на Дантевия „Ад“ в превод на К. Величков):
На попрището жизнено в средата
намерих се в лес тъмен по зла чест,
че правий път сбъркал бях в мрачината.
Тъй буен, див и гъст бе тоя лес,
че спомня ли го, цял ме мраз побива:
при грозний страх, с кой пълни ме до днес...